# Loredan

Blazonul familiei

Familie nobilă venețiană, care a dat următorii dogi:
- Leonardo Loredan (1501-1521)
- Pietro Loredan (1567-1570)
- Francesco Loredan (1752-1762)

## Arhitectură

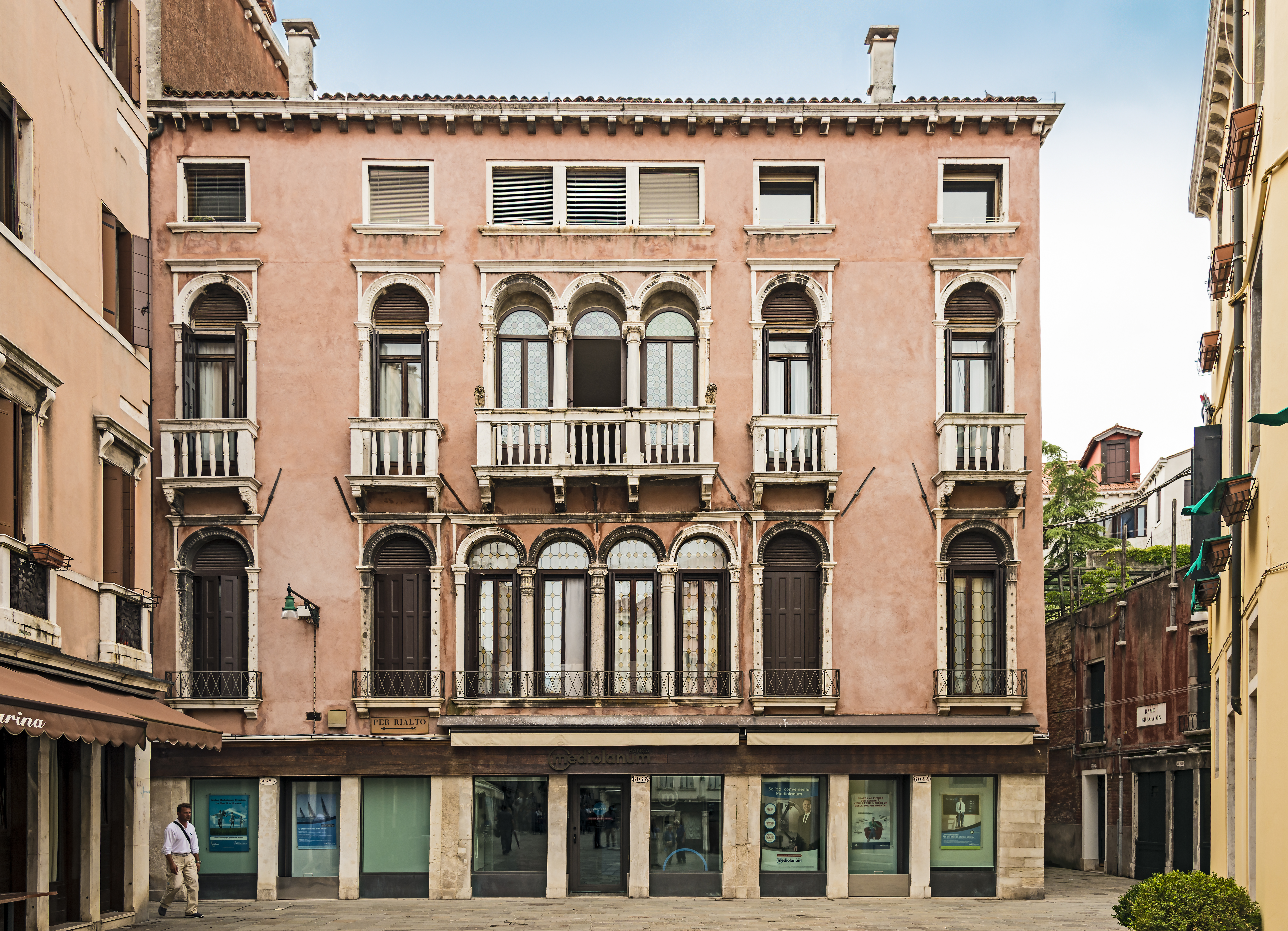
Palazzo Loredan a Santa Marina
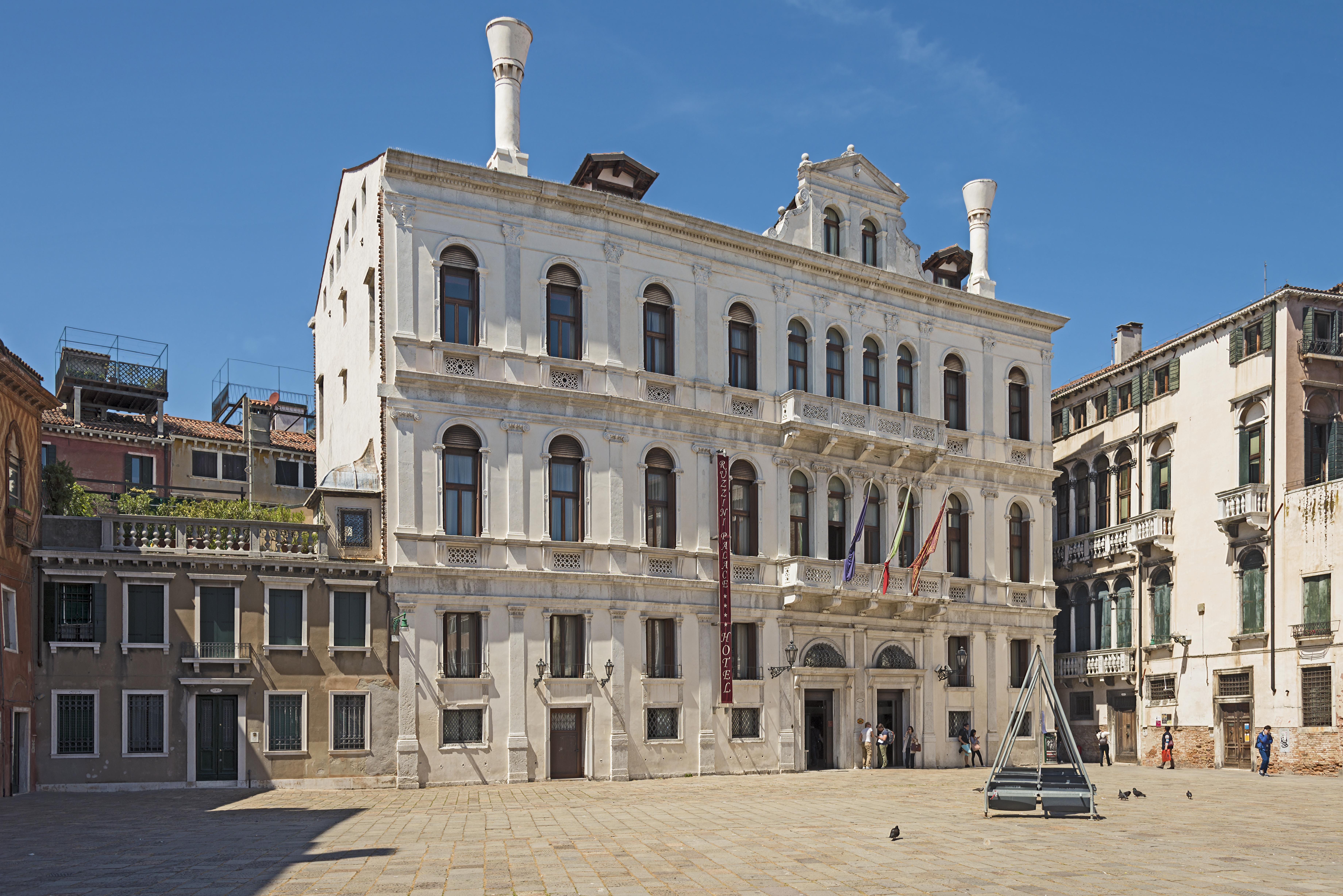
Palazzo Priuli Ruzzini Loredan a Santa Maria Formosa
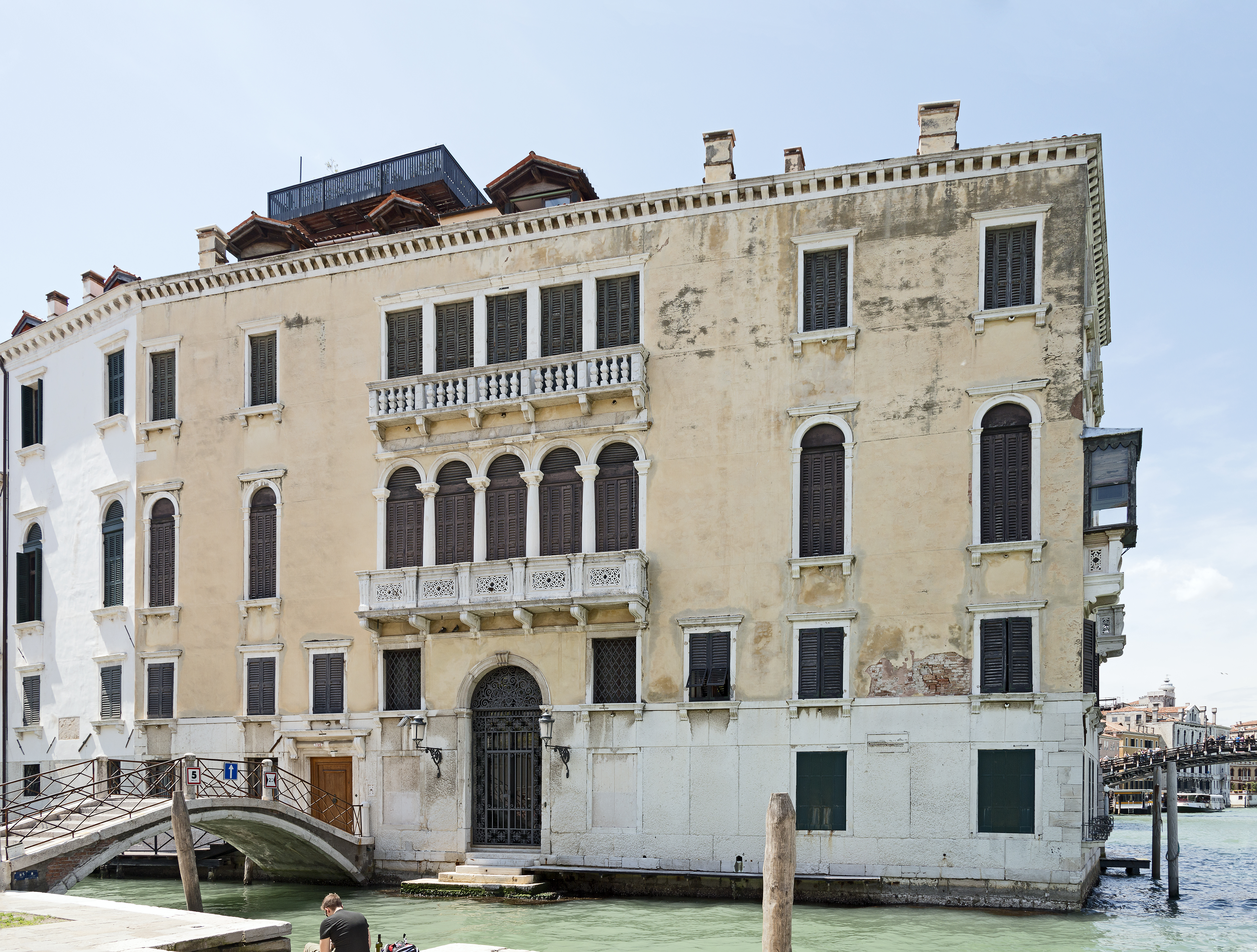
Palazzo Loredan Cini a santa Agnese
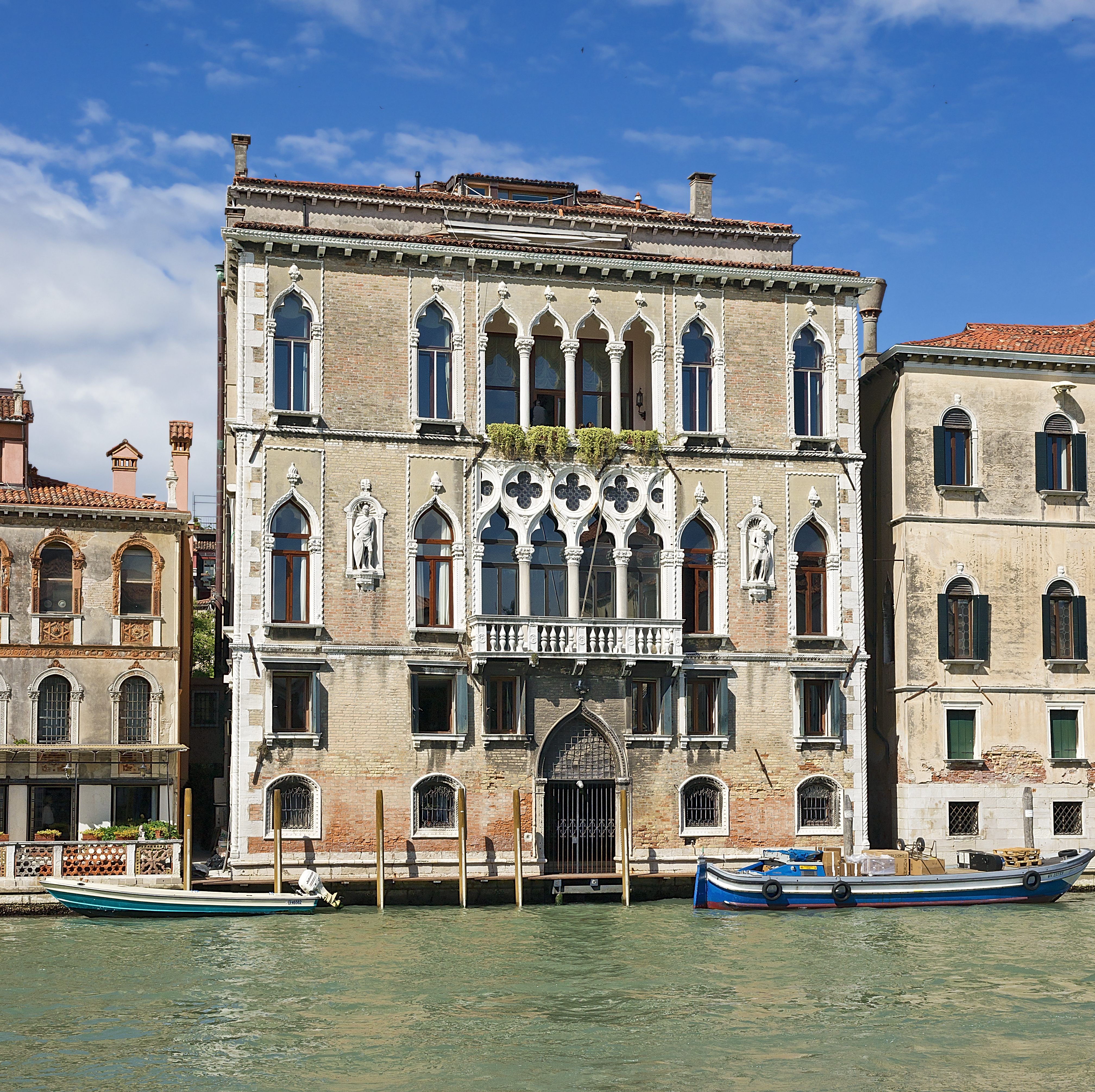
Palazzo Loredan dell'Ambasciatore a san Barnaba
Ca' Loredan a san Luca
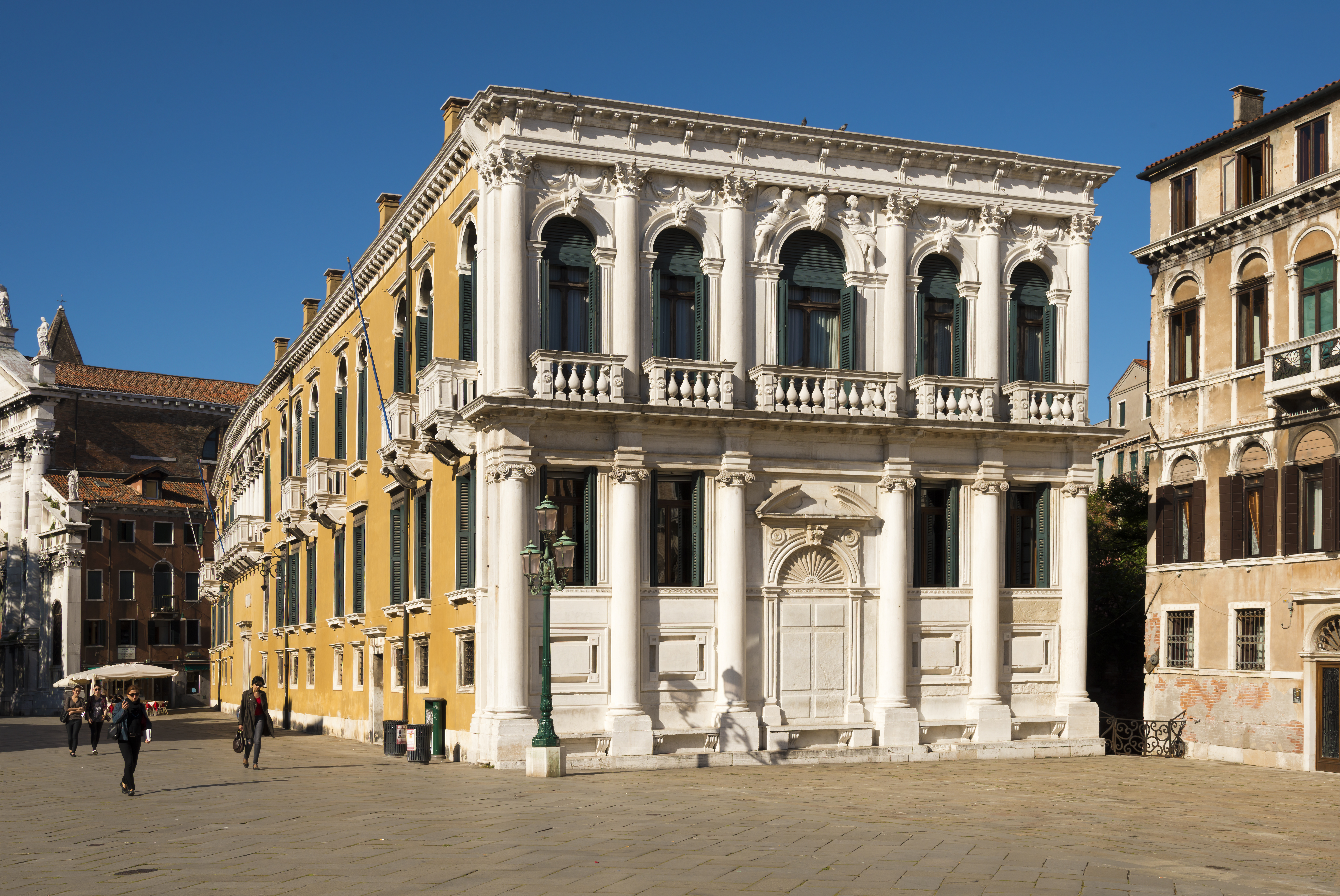
Palazzo Loredan a Santo Stefano
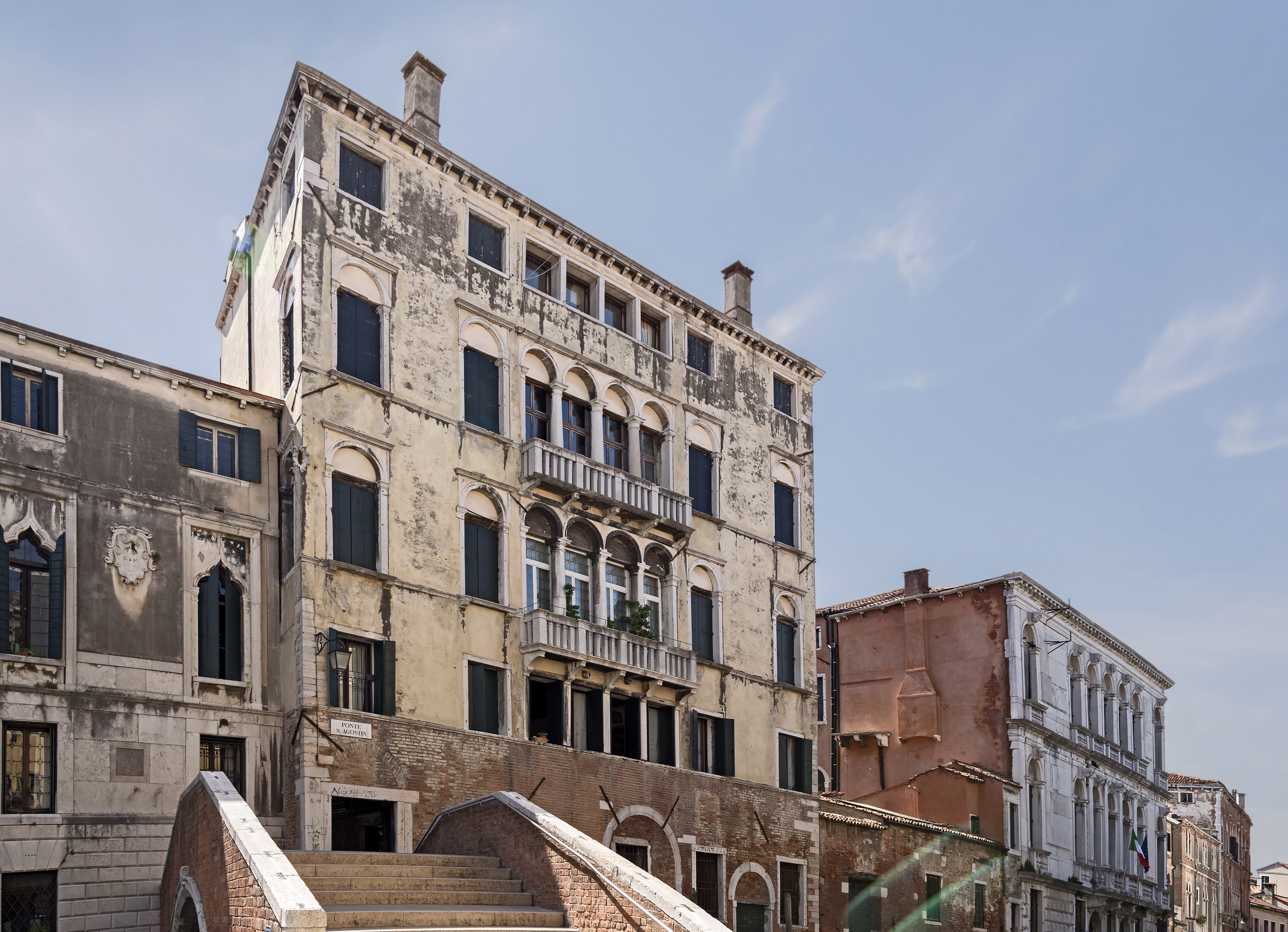
Palazzo Giustinian Loredan a San Stin